# Interdikt
Interdikt er inden for den katolske kirke, den straf som indebærer forbud mod alle kirkelige handlinger, gudstjenester, (messelæsning), dåb, begravelser osv. Paven kan lyse interdikt over et land eller et område.
I Middelalderen, hvor kirken havde fuld kontrol med folks religiøsitet, var interdiktet en forfærdende straf. Alene truslen var som regel nok til at få konger, adelige og andre magthavere til at falde til føje, men virkningen fortog sig, efterhånden som gejstligheden i de enkelte lande blev mere loyale overfor statsmagten end overfor paven.
F.eks. medførte Erik Menveds (Erik 6.) fængsling af ærkebiskop Jens Grand, at Pave Bonifatius 8. i 1299 lyste interdikt over Danmark.